# Сулковци
Сулковци су насељено место у саставу града Плетернице, у Славонији, Република Хрватска.

## Историја
До нове територијалне организације налазило се у саставу бивше велике општине Славонска Пожега.

## Становништво
На попису становништва 2011. године, Сулковци су имали 537 становника.

## Попис1991.
На попису становништва 1991. године, насељено место Сулковци је имало 710 становника, следећег националног састава:
| Попис 1991.‍  | Попис 1991.‍  | Попис 1991.‍ | Попис 1991.‍ | Попис 1991.‍ |
| ------------ | ------------ | ----------- | ----------- | ----------- |
|              |              |             |             |             |
| Хрвати       | Хрвати       |             | 690         | 97,18%      |
| Срби         | Срби         |             | 10          | 1,40%       |
| Турци        | Турци        |             | 3           | 0,42%       |
| Југословени  | Југословени  |             | 1           | 0,14%       |
| неопредељени | неопредељени |             | 3           | 0,42%       |
| непознато    | непознато    |             | 3           | 0,42%       |
| укупно: 710  |              |             |             |             |